# 奈厄菲德
奈厄菲德（Nijefurd）是荷蘭的一個已撤銷的市镇，位於荷蘭北部，屬於弗里斯蘭省。奈耶福特設立於1984年。2011年，奈厄菲德被併入新設立的西南菲士蘭。

## 外部連結
维基共享资源上的相關多媒體資源：奈厄菲德
- Official Website